# 西藏水锦树
西藏水锦树（学名：Wendlandia grandis），为茜草科水锦树属下的一个种。

## 扩展阅读
維基物種上的相關：西藏水锦树